# Zuolong
Zuolong (chiń. 左龙) – rodzaj teropoda z grupy celurozaurów (Coelurosauria) żyjącego w późnej jurze na terenach współczesnej Azji. Jego szczątki zostały odkryte w 2001 roku przez uczestników chińsko-amerykańskiej ekspedycji paleontologicznej w górnojurajskich osadach formacji Shishugou w chińskim regionie autonomicznym Sinciang i wstępnie opisane przez Jamesa Clarka i współpracowników w 2002 roku. Bardziej szczegółowy opis ukazał się w 2008 roku, jednak takson został formalnie nazwany dopiero w 2010 roku przez Jonaha Choiniere'a, Clarka, Catherine Forster i Xu Xinga. Holotyp (IVPP V15912) obejmuje kilka kości czaszki i niepołączone stawowo kości szkieletu pozaczaszkowego. Datowanie metodą argonowo-argonową wskazuje, że górne warstwy formacji Shishugou powstały na przełomie oksfordu i keloweju – ponieważ szczątki zuolonga pochodzą z ich szczytowego poziomu, Choiniere i in. sugerują, że dinozaur ten żył w oksfordzie.
Zuolong osiągał prawdopodobnie nieco ponad 3 m długości. Jego masę szacuje się – w zależności na użytą metodę pomiaru – na 16,22–50,38 kg. Miał duży, nachylony otwór w kości kwadratowej, ciągnący się do przyśrodkowej powierzchni kości kwadratowo-jarzmowej, bardzo duży dołek głowy kości udowej i duże dystalne kłykcie na III kości śródręcza, z przyśrodkowo wystającą kryzą na prostowniku, będące jego cechą apomorficzną. Zarówno wstępna analiza kladystyczna z 2008 roku, jak i obszerniejsza z 2010 roku wskazują, że Zuolong jest bazalnym przedstawicielem celurozaurów. Badania z 2008 sugerowały jego bliskie pokrewieństwo z tuguluzaurem. Ich bliskiego pokrewieństwa nie potwierdziła jednoznacznie analiza z 2010 roku, z której wynika, że Zuolong mógł być najbardziej bazalnym celurozaurem, tworzyć nierozwikłaną trychotomię z tuguluzaurem i kladem obejmującym pozostałe celurozaury, lub być przedstawicielem kladu Tyrannoraptora bliżej spokrewnionym z kladem Maniraptoriformes niż z Tyrannosauroidea (w tym ostatnim wypadku Zuolong byłby taksonem siostrzanym do rodzaju Bagaraatan lub do rodzaju Proceratosaurus). Na drzewie konsensusowym wygenerowanym na podstawie 421 najbardziej oszczędnych drzew Zuolong jest w politomii z rodzajami Proceratosaurus, Tanycolagreus, Xinjiangovenator, Coelurus i Ornitholestes oraz kladami Ornithomimosauria, Tyrannosauroidea, Compsognathidae i Maniraptora.
Nazwa Zuolong honoruje chińskiego polityka i wojskowego Zuo Zongtanga, który za czasów dynastii Qing podbił część Sinciangu, a przyrostek long po chińsku oznacza „smok”. Nazwa gatunkowa gatunku typowego, salleei, honoruje Hilmara Salleego, którego zapis w testamencie pozwolił na częściowe sfinansowanie prac wykopaliskowych.